# Colónia do Rio Orange
A Colónia do Rio Orange foi uma colónia Britânica criada por anexação com o Estado Livre de Orange em 1900 depois da Segunda Guerra Boer, até à sua transformação em 1910 na província Sul-Africana do Estado Livre.